# Keviudi
Keviudi (en rus: Кевюды) és un poble (un possiólok) de Calmúquia, a Rússia, segons el cens del 2012 tenia 381 habitants. Pertany al districte municipal d'Ikí-Burul.